# Merczyce
Merczyce (biał. Мерчыцы; ros. Мерчицы) – wieś na Białorusi, w obwodzie brzeskim, w rejonie pińskim, w sielsowiecie Merczyce, nad Jasiołdą.
Na wysokości Merczyc do Jasiołdy wpada Kanał Ogińskiego.
W dwudziestoleciu międzywojennym leżały w Polsce, w województwie poleskim, w powiecie pińskim, w gminie Porzecze. Po II wojnie światowej w granicach Związku Sowieckiego. Od 1991 w niepodległej Białorusi.